# 오직 사랑뿐
《오직 사랑뿐》(영어: A United Kingdom)은 영국에서 제작된 애마 어샌티 감독의 2016년 전기 로맨틱 드라마 영화이다. 로저먼드 파이크, 데이비드 오옐로워 등이 출연하였고, 브런슨 그린 등이 제작에 참여하였다.

## 출연진
- 로저먼드 파이크
- 데이비드 오옐로워
- 테리 페토
- 부시 쿠넨
- 앤턴 레서
- 잭 대븐포트
- 잭 로든
- 니컬러스 로
- 톰 펠턴
- 샬럿 호프
- 니컬러스 린드허스트
- 애너스테이자 힐리
- 로라 카마이클
- 제시카 오옐로워

## 기타 제작진
- 총괄 제작: 캐머런 매크래컨
- 배역: 사샤 로버트슨
- 미술: 사이먼 볼스
- 세트: 리베카 앨러웨이
- 의상: 제니 베번, 아누시카 니에라지크
- 시각 효과: 제임스 D. 플레밍, 휴 맥도널드